# Comuna Skrîpciîn, Kozeleț
Skrîpciîn (în ucraineană Скрипчин) este o comună în raionul Kozeleț, regiunea Cernihiv, Ucraina, formată din satele Pușkari și Skrîpciîn (reședința).

## Demografie
Componența lingvistică a comunei Skrîpciîn
     Ucraineană (99,35%)
     Alte limbi (0,22%)
Conform recensământului din 2001, majoritatea populației comunei Skrîpciîn era vorbitoare de ucraineană (99,35%), existând în minoritate și vorbitori de alte limbi.